# کوماس
کوماس، روستایی از توابع بخش ویسیان شهرستان خرم‌آباد در استان لرستان ایران است. که جنوب آن روستای مینه قراردارد و جنوب غربی آن روستای تل قراردارد،ودرغرب آن آزادراه خرم آباد پل زال است و شرق آن روستای فلاوندوشوراب و شمال آن پارک جنگلی خرم آباد واقع شده است.
علت نام گذاری این روستا این است که درگذشته یهودیان دراین روستا ساکن بوده اند که نام این روستا از قبیله آن ها یعنی kumasگرفته شده است،چند منطقه دراین روستا وجود دارد که اسم های یهودی دارند مثل «گور جیهون» یا منطقه ای به اسم «گور یهود»که قبرستان یهودیان آن زمان بوده،امادرحال حاضر ساکنین این روستا لر زبان و از چند طایفه از ایل بزرگ جودکی هستند.
شغل مردم این روستا غالبا کشاورزی و دامداری است،این روستا با توجه به موقعیت جغرافیایی،آب و هوای خوب و چهارفصلی را دارد که هرفصل آن زیبایی خاص خودش رادارد،این روستادارای مراتع و جنگل های متراکم بلوط،دشت های بسیار زیبا و رودخانه نسبتا پرآب می باشد که برای کشاورزی از آب رودخانه به روش آبیاری سنتی استفاده میکنند.پیشنهاد میکنم درفصل بهار و خصوصا اردیبهشت ماه حتما سری به این روستا بزنید و از جاهای دیدنی آن لذت ببرید.
ازمناطق دیدنی این روستا میتوان به کوه گوره که دربالای روستا قراردارد اشاره کردو همچنین یک گودال بزرگ دروسط کوه به اسم چنسه،که علت بوجود آمدن این گودال دقیقا مشخص نیست و شایعات زیادی دراین مورد وجود دارد که عمدتا براین باورند که برخورد شهاب سنگ باعث بوجود آمدن آن شده است.این گودال دهانه ای دایره ای شکل به قطر حدودا۱۵۰مترو عمق حدودا۱۰۰متر داردکه به شکل نیم کره است و دارای دوراه ورودی است.

## جمعیت
این روستا در دهستان شوراب قرار دارد و براساس سرشماری مرکز آمار ایران در سال ۱۳۸۵، جمعیت آن ۲۵۵ نفر (۵۷خانوار) بوده‌است.